# Atomic Puppet (phim)
Atomic Puppet (tạm dịch: Rối nguyên tử) là một bộ phim hoạt hình do Jerry Leibowitz và Mark Drop sáng tạo và được sản xuất bởi hãng phim hoạt hình Mercury Filmworks của Canada, VFX của Pháp, công ty Technicolor và Gaumont Animation của Gaumont, trước đây được biết đến với tên Alphanim và sau này được gọi là Gaumont-Alphanim. Bộ phim được phát sóng trên Teletoon ở Canada, trên France 4 ở Pháp, trên Disney XD. Phim được công chiếu vào ngày 18 tháng 7 năm 2016 và kết thúc vào ngày 21 tháng 2 năm 2017. Tổng cộng có 26 tập đã được sản xuất.
Ở Việt Nam, phim cũng được chiếu trên kênh SAM - BTV11.
Bộ phim xoay quanh cuộc phiêu lưu của học sinh lớp bảy Joey Felt và cộng sự AP (Atomic Puppet) của cậu, một siêu anh hùng nổi tiếng thế giới, người đã bị biến thành một con rối tất xanh bất lực, cho đến khi được đặt vào tay Joey. Cùng nhau, cả hai hóa thân thành bộ đôi siêu anh hùng mới nhất của Mega City, đó là Atomic Puppet và Nuclear Boy.

## Nhân vật
- Joseph "Joey" Felt/Nuclear Boy (lồng tiếng bởi Eric Bauza)
- Captain Atomic/Atomic Puppet/AP (lồng tiếng bởi Eric Bauza)
- Pauline Bell (lồng tiếng bởi Lisa Norton)
- Philip "Phil" Felt (lồng tiếng bởi Carlos Díaz)
- Vivian Felt (lồng tiếng bởi Kristina Nicoll)
- Abigail Felt (lồng tiếng bởi Katie Griffin)
- Bubbles
- Rex Bordeaux (lồng tiếng bởi David Huband)
- Sergeant Subatomic (Mookie) (lồng tiếng bởi Peter Oldring)
- Giáo sư Tite-Gripp (lồng tiếng bởi Rick Miller)
- Naughty Kitty (lồng tiếng bởi Heather Bambrick)
- Zorp (lồng tiếng bởi Robert Tinkler)
- Mudman (lồng tiếng bởi Robert Tinkler)
- Ms. Erlenmeyer/Nữ hoàng Mindbender (lồng tiếng bởi Kristina Nicoll)
- Were-Chicken
- Commander Atomic và Puppet Boy
- Commander Cavalier (lồng tiếng bởi Robert Tinkler)
- Robo-Ron (lồng tiếng bởi Martin Roach)
- Crimson Beacon
- Princess War Tickle (lồng tiếng bởi Kristina Nicoll)
- Rudolph Mintenberg (lồng tiếng bởi Scott McCord)
- Warren Beasley (lồng tiếng bởi Mark Edwards)
- Thị trưởng (lồng tiếng bởi Kevin Hanchard)